# Въздушен вълк
„Въздушен вълк“ (на английски: Airwolf) е американска екшън-разузнавателна телевизионна поредица, излъчвана между 1984 и 1987 по телевизия CBS.
Сценарият представя екипаж на високотехнологичен военен вертолет с кодовото име Въздушен вълк, който изпълнява рани мисии, много от които включващи разузнаване, и сюжет за Студената война.
Филмът е създаден по идея на Доналд Белизарио. През първите 3 сезона ролите във филма изпълняват Жан-Майкъл Винсънт, Ърнест Боргнайн, Алекс Корд и Джийн Брус Скот. Последният 4-ти сезон е с изцяло нови актьори.

## Сюжет
Внимание:  Текстът по-долу разкрива сюжета на произведението (или части от него)!
Главният герой във филма е Стрингфелоу Хоук (Жан-Майкъл Винсънт) – самотник, живеещ в хижа в планината единствено в компанията на кучето си Тет и заобикалящата го дива природа. Хоук е отшелник, притежаващ безценна колекция от картини, прекарващ по-голямата част от времето си правейки „серенади“ на орлите със своето виолончело Страдивариус. Негов единствен приятел и ментор е по-възрастният от него и вечно усмихнат Доминик Сантини (Ърнест Боргнайн), притежаващ хеликоптерна компания (Santini Air), специализирана във въздушните каскади в холивудските филми. Сантини е отгледал Стрингфелоу и брат му Сейнт Джон, след смъртта на родителите им. Бащата на Стрингфелоу и Сантини са летяли заедно през Втората световна война.
Хоук е един от тест пилотите на Въздушен вълк – високотехнологичен свръхзвуков хеликоптер, оборудван със Стелт технология и притежаващ най-модерния арсенал от оръжия. Въздушен вълк е създаден от Фирмата, подразделение на ЦРУ (името е игра на синоними с един от псевдонимите на ЦРУ - Компанията). Когато хеликоптерът бива откраднат от неговия създател Д-р Чарлс Хенри Мофет (Дейвид Хемингс) по време на изпитателен полет, директорът на Фирмата, Майкъл Колдсмит Бригс III (Алекс Корд), с кодово име Архангел, иска от Хоук до отиде до Либия, където Мофет отвежда откраднатата бойна машина, и да я върне обратно.
След като по заповед на Комитета (висшестоящ на Фирмата орган) цялата му колекция от картини бива отнета и след като впоследствие Хоук разбира, че една от сътрудничките на Архангел - Габриел Адемюр (Белинда Бауер), в която Хоук се влюбва, е изпратена под прикритие в Либия, Хоук, с помощта на Сантини, откриват Въздушен вълк и успяват да го върнат обратно в САЩ. Но Хоук решава да не върне хеликоптера. Вместо това той, заедно със Сантини, го скриват в изгаснал вулкан в Долината на Боговете в щата Невада, недалеч от Лас Вегас (изобразена във филма по модела на Долината на паметниците в щата Юта). Хоук отказва да върне Въздушен вълк, докато Фирмата не открие брат му Сейнт Джон, военнопленник от войната във Виетнам. За да има достъп до Въздушен вълк обаче, Архангел предлага на Хоук защита от набезите на разузнавателните агенции, които биха се опитали да отнемат хеликоптера, в замяна на използването му в мисии от значение за националната сигурност и респективно Фирмата.
Във 2-рия сезон на сериала, за да удовлетвори желанието на шефовете на CBS, които целят популяризирането на сериала и сред по-широка женска аудитория, своята поява прави и Кейтлин О'Шенъси (Джийн Брус Скот). Кейтлин е бивш хеликоптерен пилот от Тексаската магистрална полиция, която се присъединява към екипажа на Въздушен вълк. В един от епизодите, Хоук затвърждава съмненията на Кейтлин, че той и Сантини притежават страхотен хеликоптер, след като тримата летят до ГДР, за да освободят попадналия в плен Архангел.

## Фирмата
Мистериозната организация, известна като Фирмата, е подразделение на ЦРУ, чийто директор е Майкъл Колдсмит Бригс III (Алекс Корд) с кодово име Архангел. През първите 2 сезона от сериала, Архангел често бива придружаван от асистентката си Марела (Дебора Прат). Тя притежава докторантури по електронно и авио инженерство, психология, микробиология и френска литература, и ѝ остава 1 година до завършването на докторантура по медицина, считано от 7-и епизод на 2-ри сезон.
Първият сезон на сериала е мрачен, напрегнат, и като цяло олицетворяващ продължаващата в реалния живот по онова време Студена война. Сътрудниците във Фирмата са отчетливо облечени винаги в бяло, наблягайки на факта, че носенето на „бели шапки“ ги представя като „добрите“. Хоук и Сантини остават доста скептични и резервирани – нещо, което се забелязва и обяснява още в 3-тия епизод от 1-ви сезон.
Първите епизоди най-често са съсредоточени върху усилията на американското правителство да си върне Въздушен вълк от Хоук, който те посочват като човека, откраднал машината. Тъй като CBS желаят да превърнат сагата в по-семейноориентиран филм, се забелязва промяна през 2-ри сезон, като Хоук и Сантини са представени като далеч по-сработени партньори с Фирмата.

## Въздушен вълк — хеликоптерът
Използваният във филма хеликоптер всъщност е истински Bell 222, сериен номер 47 085. За снимките на филма, той е модифициран от компанията Jet Copters Inc., специализирана в аероснимките и помещаваща се на летище Ван Нюис в Калифорния. Въздушен вълк е боядисан в черно в горната си част, и в бяло в долната, така че да олицетворява агресивност на акула.
Идеята за Въздушен вълк е била той да представлява свръхзвуков и сериозно въоръжен военен хеликоптер, който обаче на външен вид да е напълно обикновен, от гражданската авиация - като „вълк в овча кожа“. Логото по униформите на екипажа на Въздушен вълк, разработено от Андрю Пробърт (популярен най-вече с разработването на дизайна на кораба USS Enterprise в сериала Стар Трек), представлява глава на ръмжащ вълк с разперени криле, зад която личи овчата кожа, допълнена от агнешката глава, покриваща челото на главата на вълка.
Вдъхновен от тогавашната американска военна техника (AH-1 Cobra, AH-64 Apache), Въздушен вълк придобива някои от характерните технически параметри (брониран корпус, радар, електронно-защитни системи) и реално съществуващи оръжия (ракети въздух-земя AGM-65 Maverick, AGM-114 Hellfire, ракети въздух-въздух AIM-9 Sidewinder), но голяма част от невероятните му възможности не са нищо повече от фантастика, в частност — възможността да лети в срвъхзвуков Mach 1+ режим, посредством тласъка на два турбореактивни двигателя, разположени от двете страни в задната част на хеликоптера. Освен това реализира невъзможни за един Bell 222 маневри, каквито са лупинга и резките странични смени на посоката.
Външните модификации по истинския Bell 222, допринесли да бъде превърнат във Въздушен вълк, са направени от пластмаса, алуминий и фибростълко. Целта е била хеликоптера да може да запази по най-добрия начин истинските си летателни възможности, за нуждите на аероснимките във филма. Всички едри планове върху оръжията са заснети в студио, чрез множество дубли в различни мащаби. Кадрите с актьорите вътре в хеликоптера са заснети с помощта на макет в мащаб 1:1, като оригиналния интериор на хеликоптера реално няма нищо общо с показаното във филма.
В края на 3-тия сезон, машината бива продадена като медицински хеликоптер на Hubschrauber-Sonder-Dienst в Германия, след като всички модификации за филма са били премахнати и е бил пребоядисан. По време на един от евакуационните си полети към Берлин, след като попада в буря, хеликоптерът се разбива на 9 юни 1991 г., убивайки всичките трима души, сред които 3-годишната пациентка, която била превозвана към болницата.